# Сміливість бути. UA (монета)
"Сміливість бути. UA" — пам'ятна  монета номіналом 5 гривень, випущена Національним банком України, присвячена сміливості української нації.
Монету введено в обіг 23 серпня 2023 року. Вона належить до серії «Безсмертна моя Україно» (відео до випуску монети).

## Опис та характеристики монети
| Номінал грн. | Метал      | Маса, грам | Діаметр, мм. | Якість виготовлення       | Гурт     | Тираж, штук |
| ------------ | ---------- | ---------- | ------------ | ------------------------- | -------- | ----------- |
| 5            | нейзильбер | 16.54      | 35,0         | спеціальний анциркулейтед | рифлений | 75 000      |

### Аверс
На аверсі монети розміщено: угорі — малий державний Герб України, під яким напис стилізована композиція, що символізує Україну, образ якої втілено в символі тризуба, що перебуває «на вістрі» часу, сучасних трендів, суспільних процесів, уваги світу та творення нової світової історії що уособлює дзеркальне лезо на матовому тлі, унизу праворуч написи: УКРАЇНА (вертикально), рік карбування монети — 2023; номінал — 5 та графічний символ гривні; зліва від леза розташовано логотип Банкнотно-монетного двору Національного банку України.

### Реверс
На реверсі монети розташовано стилізовану композицію, що символізує феномен сміливості та героїчного спротиву українського народу: у центрі композиції зображено зірку, що засяяла новою надією (символічна паралель — Вифлеємська зірка); у центрі вертикальний напис: «СМІЛИВІСТЬ БУТИ. UA».

## Автори
- Художник: Таран Володимир, Харук Олександр, Харук Сергій;
- Скульптор: Атаманчук Володимир.[3]

## Вартість монети
Під час введення монети в обіг 2023 року, Національний банк України реалізовував монету за ціною 162 гривні.
Фактична приблизна вартість монети, з роками змінювалася так:
| Рік        | 2024 | 2025 | 2026 |
| ---------- | ---- | ---- | ---- |
| Ціна, грн. | 220  | 240  |      |

## Міжнародні нагороди
У серпні 2024 року монета стала переможницею у номінації про сучасну подію за підсумками міжнародного конкурсу «Монета року».